# Between the Earth and the Stars
A Between the Earth and the Stars Bonnie Tyler tizenhetedik stúdióalbuma, ami 2019. március 15-én jelent meg a német Edel Records / Ear Music kiadó gondozásában. Bonnie Tyler hat év szünet után tér vissza új zenei anyaggal. Segítségére volt régi zenei producere, David Mackay, akivel negyven évvel korábban dolgozott együtt.
Bonnie Tyler a 2013-ban megjelent Rocks and Honey lemeze után már nem akart több albumot készíteni. Később azt a lemezt szerették volna újra kiadni három új dallal. Bonnie producere és basszusgitárosa azonban annyi jó demót mutatott az énekesnőnek, hogy mégis elkészült egy teljesen új album, amellyel Bonnie az 50 éves zenei pályafutását is ünnepli.
Az albumon három duett is hallható, az egyik a Status Quo együttes frontemberével, Francis Rossival, illetve egy másik dal Rod Stewarttal. Továbbá egy szintén vadonatúj dal duettben Cliff Richarddal.
It's a Heartache című világslágerének egy teljesen új változata is elkészült, kezdetben egy későbbi Deluxe kiadáson jelent volna meg,azonban ez elmaradt. Az earMUSIC 2020. október 9-én azonban újra kiadja az albumot bakelitlemezen, erősen limitált példányszámban, sorszámozva. A lemezbemutató koncerttúrné berlini és párizsi koncertjét rögzítették, így elképzelhető, hogy hamarosan megjelenik Live CD-n es/vagy DVD-n.

## Történet
Bonnie Tyler a 2013-as lemeze utáni években, csak mint vendégelőadó, duettpartner vonult stúdióba. 2014-ben Ryhidian illetve Spike új albumán, 2015-ben Frankie Millerrel énekelt duettet. 2017-ben pedig a német gitárvirtuóz Axel Rudi Pell új albumának első kislemezdalát énekelték közösen. Bonnie a zenei projektek helyett inkább turnézott. 2016 februárjában az Eventim bejelentette, hogy Bonnie Tyler The Greatest Hits Tour 2016 címmel koncertkörutat tesz Németország tíz nagyvárosában október 30-tól november 12-ig. A nagy sikerű koncert a következő év tavaszán folytatódott. De megfordult több helyen is a világon, Sanghajban, Mexikóban, Chilében, Izraelben, Libanonban és Magyarországon is járt. A debreceni koncertje előtt a Népszava újságírójának azt nyilatkozta, hogy nem tervez új albumot kiadni, nem tör-zúz azért, hogy új lemeze legyen. De azt se tartja kizártnak, hogy a közeljövőben visszatér majd Nashville-be.
2017. szeptember elején a német Eventim bejelentette, hogy 2018-ban Bonnie Tyler 18 állomásos németországi, ausztriai és svájci turnéra indul. A "40 Years It's A Heartache Turné" állomásaira elkezdődött a jegyértékesítés. Több városban is teltházas koncertet adott Bonnie, aki ezen a turnéján adta először a korábbi nagy slágereiből készült három Medley-t élőben.
Bonnie Tyler 2016. október végén egy interjúban mesélte el a Berliner Morgenpost újságírójának, hogy decemberbe Nashville-be repül és Johnny Cash fiával, John Carter Cashel rögzít néhány csodálatos dalt az új, country-rock lemezére. December elején már maga, John Carter Cash az Instagram oldalán osztott meg képeket, ahol Bonnieval van a Hendersonville-i stúdióban, munka közben illetve amikor körbevezeti őt a stúdióban, apja, Johnny Cash emléktárgyai között. A Cash Cabin stúdióban a legendás Johhny Cash mellett olyan neves előadók is rögzítettek dalokat, mint Vince Gill vagy Loretta Lynn.
2017. május 17-én Bonnie a mexikói Cancún egyik luxusszállodájában adott koncertet. Az előtte tartott sajtótájékoztatóján azt mondta, lassan halad a munka az új lemezével, mert nagyon elfoglalt, rengeteg a fellépése, de minden rendben van és előreláthatólag 2018-ban meg is jelenik. Júliusban a The Irish Sun magazinnak adott interjújában már azt nyilatkozta, hogy nem valószínű, hogy 2018-ban megjelenik az új lemeze, mert nagyon elfoglalt. Vadonatúj dalok lesznek a lemezen, de nem kapkod azért, hogy előbb megjelenjen. Azt is elárulta, hogy augusztus 14-én visszarepül Nashville-be. Ennek azonban ellentmond, hogy augusztus 18-án a libanoni Batroun nemzetközi Fesztiválon adott koncertet, három nappal később pedig a Oasis of the Seas tengerjáró hajón énekelt, a teljes napfogyatkozás pillanatában, ami Amerikában volt látható. Minden amerikai sajtó beszámolt az eseményről, köztük a Rolling Stone, Time, USA Today és a Billboard internetes kiadásai is. De a világsajtót is bejárta a hír. Az amerikai Nilesen piackutató folyamatosan mérte a dal népszerűségét, amelyet az iTunes Store-ról 503%-kal többen töltöttek le, mint egy átlagos napon. A vezetést is átvette az iTunes Store toplistán, így megtörte a hetek óta listavezető Despacito című dal népszerűségét. A Forbes szerint a dal rakétasebességgel taszította le Luis Fonsi és Justin Bieber slágerét a toplistáról. A dal a Youtube-on és a Spotify-on is igen népszerű volt, utóbbinál 3 ezer százalékkal többen kattintottak a dalra. A Billboard toplistára újra felkerült 34 év után a Total Eclipse of the Heart, mégpedig a digitális eladási lista 13. helyére. Ezen kívül az Amazon webáruházban az első volt a letöltések között. A Billboardon a 2015-ben megjelent, dupla lemezes The Very Best of Bonnie Tyler a 36. helyen nyitott.
2018. augusztus 17-én a The Sun és a Daily Mail vezető hírként közölte, hogy Bonnie Tyler és Rod Stewart közös duettalbumot ad ki 2019-ben. Egy amerikai bennfentesre hivatkozva azt írták, hogy Rod felkereste Bonniet, hogy próbálják ki a hangjukat közösen egy stúdióban. Bonnie Tyler azonban csak mindent vagy semmit alapon ment bele, vagyis ha jól összepasszolnak, akkor egy komplett albumot készítsenek. Rod Stewart ekkor az Egyesült Államokban turnézott Cyndi Lauperrel.
Szeptember 2-án Bonnie és Cliff Richard a portugál KISS FM rádió Solid Gold Sunday című műsorának vendégei voltak és a rajongók kérdéseire válaszoltak. A rádió a Facebookon élőben is közvetítette az interjút. Bonnie letisztázta, a korábban a brit sajtóban megjelent híreket, miszerint ő és Rod Stewart közös duettalbumot készítenek. Az énekesnő elmondta, hogy egy duettről van szó, ami a 2019 márciusában megjelenő albumán lesz hallható, és nem egy komplett duettlemezről és nem is Rod kereste fel őt, hogy énekeljenek duettet. Bonnie elmesélte, hogy amikor Cliff Richard Barbadosi nyaralójában volt, elmondta Cliffnek, hogy nagy vágya, hogy Roddal duettet énekelhessen. Cliff, mivel Rod személyes jó barátja, megadta az e-mail címét az énekesnőnek és bátorította, hogy írjon neki és kérdezze meg tőle, elvégre mi veszíteni valója van. Bonnie végül elküldte a levelet és hamarosan meg is jött a válasz, amiben az állt, hogy "YESSS". Továbbá hogy reméli, a Roddal közös dala lesz majd a második kislemez. Az első ugyanis a Seven Waves című dal lesz, amit Barry Gibb írt Bonnienak. Ezen kívül pedig It’s a Heartache című örökzöld slágerének egy teljesen új verziója is hallható lesz az új albumon.

### A kész album
Bonnie Tyler a brit Classic Pop Magazinnak adott interjújában elmondta, John Carter Cash-el több dalt is rögzítettek, azonban Bonnie és menedzsere nem tudtak megállapodni az amerikai producerekkel. Ezért az addig felvett dalok végleg a fiókban maradtak. Kevin Dunneal újra kellett tervezni. A gitáros vetette fel azt az ötletet, hogy  kérjék fel David Mackayt hogy legyen az új album producere. Mackay 1976 és 1978 között dolgozott együtt Bonnie Tylerrel, két lemezének is producere volt és most boldogan mondott igent a közös munkára. A Reader's Digest-nek adott interjújában azt mondta, nem akart új lemezt készíteni, de annyi jó dalt kapott, hogy mégis stúdióba vonult, ráadásul még nyolc dal maradt is egy következő lemezre.
 Kevin Dunne néhány éve küldött nekem néhány dalt. Azt mondtam neki -Kevin, Te basszusgitáros vagy, nem dalszerző- majd meghallgattam a dalokat és ledöbbentem. Fantasztikusak voltak. Rögtön felhívtam és azt mondta vegyük fel a demókat David Mackay-el. 40 éve nem láttam Davidet. És szerencsére jó barátja Francis Rossinak, aki szerette volna, ha a "Hold On" című dalt vele énekelném.
Az album címadó dala, a Between the Earth and the Stars egy feldolgozás a kilencvenes évekből. A dal eredeti előadója az Oklahomai születésű country énekes, Jeff Wood. 1997-es debütáló albumának címadó dala is ez volt.
A producer az ausztrál születésű David Mackay aki a hetvenes évek közepén már dolgozott Bonnie Tylerrel. Olyan dalok producere volt, mint az It’s a Heartache vagy a More than a Lover de Bonnie komplett The World Starts Tonight albumának is producere volt. De más híres előadókkal is dolgozott, mint például Cliff Richard, Cilla Black, Demis Roussos, Dusty Springfield, Johnny Logan, The Bee Gees, Eric Clapton vagy Billy Ocean.
Bonnie egyik személyes kedvence az új albumáról a Seven Waves Away. David Mackay Wimbledonban találkozott Barry Gibbel és megkérdezte tőle, hogy nem e írna egy dalt Bonnie új lemezére. Gibb nem sokkal később felénekelte a dal demó verzióját és elküldte Bonnienak. "Zseniális, csodálatos dal, remélem találkozom majd személyesen is Barryvel. Van egy "vokal coach"-om, aki segített nekem abban, hogy el tudjam énekelni ezt a különleges dalt. Minden fellépés előtt 15 percet gyakorlunk telefonon, bárhol is legyek a világban. Nélküle nem tudnék színpadra sem állni. Amikor a kiadóm meghallgatta, azt mondták, jobb a hangom, mint a 70-es években. - mondta az énekesnő a Rhein-Neckar Zeitung interjújában.
Három dalt Amy Wadge írt a lemezre. Az angol zeneszerző, szövegíró és énekesnő Amy egy korábbi, ám lemezen meg nem jelent dalát speciálisan Bonnie számára írta át. Az Older című dal tehát ezen a lemezen jelent meg először. Még két dalt írt Bonnienak, a szintén lassú To the Moon and Back és a blues-rock stílusra épülő Bad for Loving You-t. Wadge olyan előadóknak írt dalokat, mint Camila Cabello vagy Kyle Minogue. De Ed Sheeran listavezető Thinking Out Loud című dalát is ő írta.
Duettekből sincs hiány. A dallista sorrendjében az elsőt Rod Stewarttal énekli Bonnie. A Battle of the Sexes egy közepesen tempós rock dal. A dalszerző Chris Norman, aki személyes jó barátja Bonnienak és neki adta ezt a dalt. Miután Rod Stewart beleegyezett egy közös duettbe, Bonnie és Norman  is úgy gondolták, ez a dal tökéletes lenne kettőjüknek. Éppen ezért el is készítették a demó  verziót majd elküldték Stewartnak, hogy mit szól hozzá. Bonnie éppen egy étteremben volt, amikor megkapta az e-mailt Stewarttól, amiben az állt: "Szeretem ezt a dalt drágám, eléneklem veled". Rodnak tehát tetszett a dal, de mivel egyéb elfoglaltságok miatt nem tudtak együtt stúdióba menni felvenni a dalt Bonnieval, egy Essexi stúdióban külön énekelte fel az ő részét. 
Miután Bonnie visszatért Portugáliai nyaralójába, újra találkozott Cliff Richarddal, akinek boldogan mesélte el, hogy Sikerült a duett Rod Stewarttal és Francis Rossival is énekel egy duettet. Cliff gratulált neki majd megkérdezte, hogy és ővele mi lesz? Bonnie ekkor felhívta David Mackayt hogy keressen egy dalt kettőjüknek. Így esett a választás a Taking Control című dalra.
A harmadik duettet a Status Quo frontemberével Francis Rossival énekli. A Someone' Rockin' Your Heart Rossi szerzeménye.

## Promóció
Bonnie Tyler az album megjelenése előtti napokban rengeteg újságnak és TV csatornának adott interjút. Nagy interjút készített  vele többek között a Reader's Digest, a Der Spiegel, a Classic Pop Magazin és több német tartományi lap is. A televíziók közül a német RTL és az ARD készített riportot vele. 
Első TV Show szereplése felvételről a brit ITV James Martin’s Cookery show-ban volt, ahol beszélt új lemezéről is. A német ARD1 2019. március 16-i Alle Singen Kaiser műsorában a Hold On dalának televíziós premierje volt. A német Ben Zuckerrel közös produkciójában pedig Chris Norman időtlen slágerét, a Midnight Ladyt énekelték el duettben.
2019. március 15-én Bonnie hivatalos weboldalán bejelentették, hogy Bonnie a londoni Palladiumban szeptember 18-án koncertet ad. A jegyértékesítés március 22-től kezdődik.

## Turné
2018. október 24-én a németországi RBK Entertainment meghirdette, hogy 2019 tavaszán Bonnie Tylerrel 23 helyszínből álló turnét szervez amelyen az énekesnő a nagy slágerei mellett a tavasszal megjelenő új albumának dalait is előadja majd. A turné az új lemez címé viseli, vagyis a "Between the Earth & the Stars Live Tour". Bonnie Németország mellett Ausztriában, Luxemburgban, Franciaországban, Svájcbam, Belgiumban és Hollandiában is ad koncertet.

Az európai turné nem csak az új lemezt népszerűsíti, hanem egyben Bonnie Tyler 50 éves zenei karrierjének kerek jubileumát. Bonnie nagyon szereti a régi klasszikus slágereit énekelni a koncerteken. De az örökzöldek  mellett 6-7 dalt énekel majd az új albumról. "Ha nem énekelném a régi dalaimat, akkor csalódást okoznék. Nagyon szeretem énekelni például a Lost in France vagy az It's a Heartache című dalaimat. Ha nem tetszenek a régi dalaim, jobb ha el se jössz a koncertemre" - viccelődött az énekesnő a német hírügynökségnek adott interjújában, majd folytatta - Mindig is pártatlan énekesnő voltam. 20 éve járom a világot ezzel az együttesemmel, nekünk ez mindig egy óriási móka.

## Fogadtatása
Az album első kritikáját a német Claccis Rock Magazin fogalmazta meg. A bányászcsaládból származó énekesnő mind a 14 dalban, még mindig tudja, hogyan kell használnia a füstös hangját. A 80-as években nagyszerű karriert felépített énekesnő az új albumán időtlenül jó rock zenét kínál a country, a blues és az erőteljes balladák között. 10-ből 7 pontot kapott.

## Dalok
| #  | Dalcím                                             | Zeneszerző                    | Hossz |
| -- | -------------------------------------------------- | ----------------------------- | ----- |
| 1  | Hold On                                            | David Mackay, Kevin Dunn      | 3:18  |
| 2  | Battle of the Sexes (feat. Rod Stewart)            | Chris Norman                  | 3:47  |
| 3  | Slow Walk                                          | Cadd, Belland                 | 3:13  |
| 4  | Seven Waves Away                                   | Barry Gibb                    | 3:44  |
| 5  | Someone's Rockin' Your Heart (feat. Francis Rossi) | Rossi, Young                  | 3:01  |
| 6  | Older                                              | Amy Wadge                     | 3:41  |
| 7  | Taking Control (feat. Cliff Richard)               | Womack                        | 3:36  |
| 8  | Between the Earth and the Stars                    | Richard Wold, John David      | 3:55  |
| 9  | Don't Push Your Luck                               | Stuart Emerson                | 3:07  |
| 10 | To the Moon and Back                               | Amy Wadge                     | 3:41  |
| 11 | Bad for Loving You                                 | Amy Wadge                     | 2:57  |
| 12 | Let's Go Crazy Tonight                             | David Mackay, Richard Klender | 3:00  |
| 13 | Missing You                                        | David Mackay, Kevin Dunn      | 3:53  |
| 14 | Move                                               | R. Morrison, T. Morrison      | 3:41  |

### Kislemezek
Az album első kislemezdala a Hold On február 1-jén jelent meg csak digitális formátumban. Egy héttel később elkészült a dalhoz a szöveges videóklip is.
A második kislemez az album címadó dala, vagyis a Between the Earth and the Stars és a nagylemezzel egyidőben jelent meg digitálisan két verzióban. Az album verzió mellett egy Radio Mix is megjelent. Utóbbiból ismét egy szöveges videóklip készült, hasonlóan a Hold On klipjéhez.

## Toplista
| Toplista                                       | Csúcspozíció |
| ---------------------------------------------- | ------------ |
| UK Official Independent Album Chart            | 4            |
| Swiss Top100 Album Chart (Schweizer Hitparade) | 11           |
| Official Scottish Albums Chart Top 100         | 12           |
| UK Official Album Chart - Midweek Update       | 20           |
| German Official Album Chart                    | 23           |
| Austria TOP100 Album Chart                     | 24           |
| UK Official Album Chart                        | 34           |
| Spain Album Chart (PROMUSICAE)                 | 96           |
| France Physical Albums (SNEP)                  | 87           |
| France Downloads (SNEP)                        | 151          |
| Belgium Ultratop                               | 164          |

### iTunes Toplista
A figyelembe vett időszak 2019. március 15. és március 23. A táblázatban a legjobb helyezés van feltüntetve. 
-* 2019. április 2-ai helyezés
| Toplista                   | Csúcspozíció |
| -------------------------- | ------------ |
| Norway iTunes Album Chart  | 13           |
| UK iTunes Album Chart      | 17           |
| German iTunes Album Chart  | 18           |
| Irish iTunes Album Chart   | 29           |
| France iTunes Album Chart* | 31           |
| Swiss iTunes Album Chart   | 41           |

## Közreműködők
Zenészek
| - Bonnie Tyler – ének - Rod Stewart – ének (2) - Cliff Richard – ének (7) - Francis Rossi - ének (5), basszusgitár (1) gitár (3,5) - David Mackay – producer, mix, (teljes album), billentyűk (1) ütőhangszerek (2,3,7,8,12,13) zongora (6,10) szintetizátor és húrok (4,7,13) basszusgitár (4,7,10,13) dob program (11, 14) akusztikus dobok (3) háttérének (3) - Kevin Dunne – basszusgitár (1,13,) gitár (13) - Bob Jenkins – dobok (1,8,13,) - Richard Cottle – ütőhangszerek (1,4) szaxofon (13) tenor szaxofon (2,3,9) szintetizátor (4) szintetizátor és basszus (6) billentyűk (11,12) - Laurence Cottle – basszusgitár (2,6,12)elektromos gitár (3) harsonák (3,9) ritmusgitár (11) - Ray Russel – gitárok (1) - Leon Cave – dobok (2,5,12) - Geoff Whitehorn – gitárok (2,3,7,12) - Claire Mcinerney – bariton szaxofon (2,3,9) - Nichol Thomson – harsonák (2,3,9) - Tom Walsh – trombiták (2,3,9) - Adam Linsley – trombiták (2,3,9) - Daz Shields – dobok (3) háttérének (3) extra billentyűk (11,14) - Paul Hirsh – billentyűk (5) - Alex Toff – dobok (7) - Matt Prior – gitárok (7,10) - Ian Stuart-Lynn – zongora és húrok (8,10) - Ian Lynn – basszusgitár (8) - Stuart Emerson – ritmikus hangszerek (9) háttérének (9) - Lorraine Crosby – háttérének (9) - Bob Huff – gitárok (12,13) - Tom E Morrion – gitár és billentyűk (14) basszusgitár (14) dob program (14) - Claudio Corona – orgona (14) - Miriam Grey – háttérének (2) - Miriam Stockley – háttérének (1,4,7,8) - Brian Cadd – háttérének (3) - Amy Newhouse-Smith – háttérének (5) - Amy Wadge – háttérének (6,10,11) | Technika: - David Mackay - felvétel, keverés (teljes album) - Jerry Stevenson – mastering Stúdió - The Factory Sound, Woldingham (UK) Dizájn - Patchwork Associates- borító illusztráció - Tina Korhonen - fotózás |

## Megjelenések
| Régió       | Dátum                | Formátum                        | EAN           | Kiadó                 |
| ----------- | -------------------- | ------------------------------- | ------------- | --------------------- |
| Európa      | 2019. március 15.    | Digitális letöltés CD streaming | 4029759138020 | earMusic              |
| UK          | 2019. március 15.    | Digitális letöltés CD streaming | 4029759138020 | earMusic              |
| Mexikó      | 2019. március 15.    | CD                              | 8429006013548 | earMusic, Altafonte   |
| Oroszország | 2019.                | CD                              | 4630038847504 | earMusic, Soyuz Music |
| Európa      | 2020. október 9.     | LP Limited Edition Blue Vinyl   | 4029759151890 | earMusic              |
| USA         | 2022. szeptember 16. | CD                              | 0193483417820 | earMusic              |